# Mitrocomella polydiademata
Mitrocomella polydiademata is een hydroïdpoliep uit de familie Mitrocomidae. De poliep komt uit het geslacht Mitrocomella. Mitrocomella polydiademata werd in 1876 voor het eerst wetenschappelijk beschreven door Romanes.

## Beschrijving
In de medusefase (of kwalfase) is deze kleine hydroïdpoliep te herkennen aan de paarse kleur, de kleine maagsteel en aan de vijf tot negen minitentakeltjes tussen de hoofdtentakels op de rand. Zoals vaker met medusekwallen is het vastzittende stadium van M. polydiademata nooit ontdekt.

## Verspreiding
Deze soort komt vooral voor in de noordelijke Noordzee. In 2014 werden enkele exemplaren ontdekt bij het Balgzand in de Waddenzee.